# ジュリエッタ (映画)
『ジュリエッタ』（原題：Julieta）は、2016年のスペイン映画。アリス・マンローの短編集『Runaway』に収録された短編3本に基づいている。本作を監督したペドロ・アルモドバルにとって20本目の長編監督作品であり、主人公ジュリエッタ（フリエタ）の現在をエマ・スアレスが、若い頃のジュリエッタをアドリアーナ・ウガルテが演じている。共演にはダニエル・グラオ、インマ・クエスタ、ダリオ・グランディネッティ、ミチェレ・ジェネール、ロッシ・デ・パルマなどがいる。
2016年4月8日にスペインで一般公開され、概して好意的な評価を得た。6月には第69回カンヌ国際映画祭のコンペティション部門でプレミア上映された。9月にはスペイン映画芸術科学アカデミー (AACCE) によって、第89回アカデミー賞外国語映画賞のスペイン代表作品に選ばれた。

## 製作

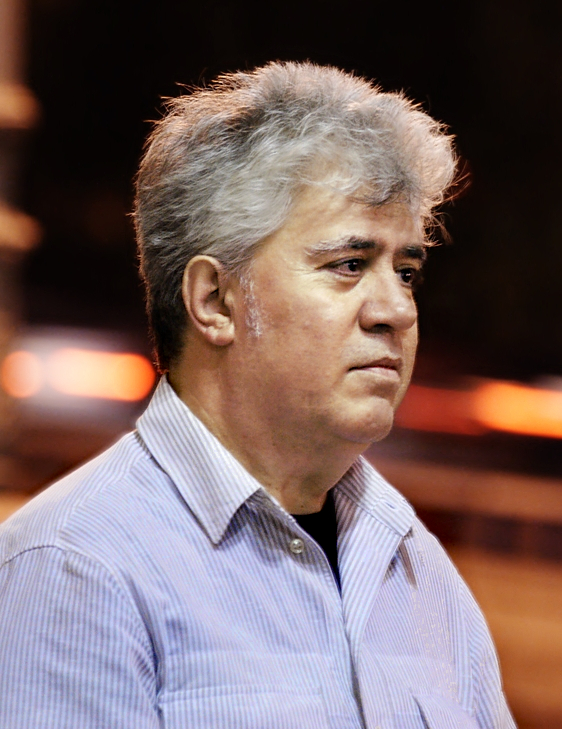
ペドロ・アルモドバル監督

本作はアルモドバル監督にとって20本目の長編映画である。ノーベル文学賞作家のアリス・マンローが2004年に著した短編集『Runaway』に収録された「Chance」「Soon」「Silence」の短編3本に触発された作品であり、アルモドバルは2009年に映画化の権利を購入した。アルモドバルはこの映画が原作に忠実ではないことを認め、家族の関係についてのマンローの描写の重要性と、アルモドバルが脚色の重要な部分だと信じる女性間の絆に言及した。『ライブ・フレッシュ』（1997年）と『私が、生きる肌』（2011年）に続いて、アルモドバルが外国語の原作に基づいて製作した3本目の作品である。
アルモドバルは当初、本作を自らの英語作品デビュー作とする考えで、メリル・ストリープを主演に据え、主人公の20歳、40歳、60歳の3つの時期を描写することを検討していた。アルモドバルはストリープと接触し、ストリープもそのコンセプトに同意した。アルモドバルはマンローによる原作の舞台となったカナダのバンクーバーにロケ地を見つけた。アルモドバルはニューヨーク州でもロケ地を探したが、結局英語で本作を製作する構想は棚上げとなった。アルモドバルの製作チームは数年後に脚本の再検討を示唆し、スペインで製作するスペイン語による作品となった。
2015年1月にロンドンのプレイハウス劇場で行われた『神経衰弱ぎりぎりの女たち』の演劇版のプレビュー公演に出席した後、フィナンシャル・タイムズ誌のインタビューで次作の題名が『Silencio』であることを明らかにした。アルモドバルはその題名が「主人公の女性に起こる最悪の出来事に至らせる主要な要素」であるとし、この作品はドラマ映画や女性映画への回帰であるとしたが、『私の秘密の花』（1995年）、『オール・アバウト・マイ・マザー』（1999年）、『ボルベール〈帰郷〉』（2006年）などの女性映画とは調子が異なると語った。すでに脚本の執筆を終え、配役の過程にあると説明した。
3月には常連のロッシ・デ・パルマが配役されることを明らかにし、続いてエマ・スアレスとアドリアーナ・ウガルテが主人公の現在と過去を演じることが発表された。主人公に2人の女優を配役することについて、アルモドバルは「私は老けメイクの効果を信用していないし、25歳から50歳までを演じるのは不可能だ。顔のしわの問題ではなく、より深遠な、過ぎた時間や、外面や内面の問題だ」と述べた。スアレスは2人の女優が人生の異なる段階を演じることについて、ルイス・ブニュエル監督の『欲望のあいまいな対象』（1977年）へのオマージュであることを明らかにした 。2016年3月にはエル・デセオがさらなるキャストを明らかにした。
製作準備の段階で、アルモドバルはスアレスとウガルテに対して、着想のためにジョーン・ディディオンの『悲しみにある者』（2005年）とエマニュエル・カレールの『D'autres vies que la mienne』（2009年）を読むことを勧めた。アルモドバルはまたスアレスに対して、ルイ・マル監督の『死刑台のエレベーター』（1958年）、スティーブン・ダルドリー監督の『めぐりあう時間たち』（2002年）を観ることを勧め、スアレスはルシアン・フロイドの絵画を見て熟考した。スアレスはまたアルモドバルの全作品を鑑賞し、マドリードに一人で滞在して準備を進めた。スアレスはインタビューで、「骨の折れる役柄だわ。私にとってこの役柄は、自暴自棄・孤独・恐怖が待ち受ける暗闇の穴に入るようなものだわ」と答えた。スアレスとウガルテの出演シーンは独立していたため、スアレスはウガルテと一緒にいたのが列車に乗車する場面のセットだけだったことを明かした。

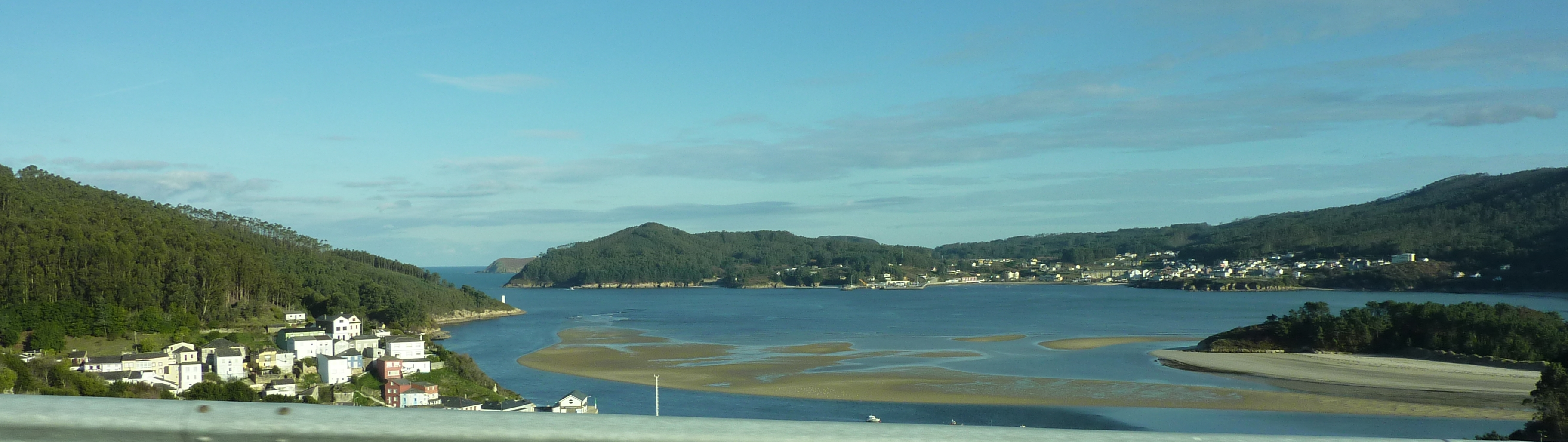
ロケ地の一つであるガリシア州のリアス・アルタス

ジャン＝クロード・ラリューを撮影監督、アルベルト・イグレシアスを音楽監督、ソニア・グランデを衣装デザインとして、2015年4月に製作を開始し、5月6日に撮影に入ったが、実際には5月18日から撮影が行われた。マドリード、ガリシア州にある大西洋沿岸地域のリアス・アルタス、ウエルバ県のラ・シエラ、アラゴン州ウエスカ県にあるピレネー山脈山麓のパンティコサとファンロがロケ地として撮影に使用された。アルモドバルは後に、彼らが住んでいる環境に合わせて人物がどのように人生観を変化させるか知るために、マドリードの都市からかなり距離の離れた寂れた山岳地帯を使用したかったと述べている。ロケ地を探す際にはウエスカ県フィルムオフィスと協同した。5月末頃にはセットでの撮影が開始され、8月7日に撮影が終了した。当初は1本の短編の題名から Silencio （Silenceのスペイン語）という題名を検討していたが、同じ2016年にマーティン・スコセッシ監督によって撮られた『沈黙 -サイレンス-』（原題は Silence）との混同を避けるために、ポストプロダクション時に題名が Julieta に変更された。

## 公開

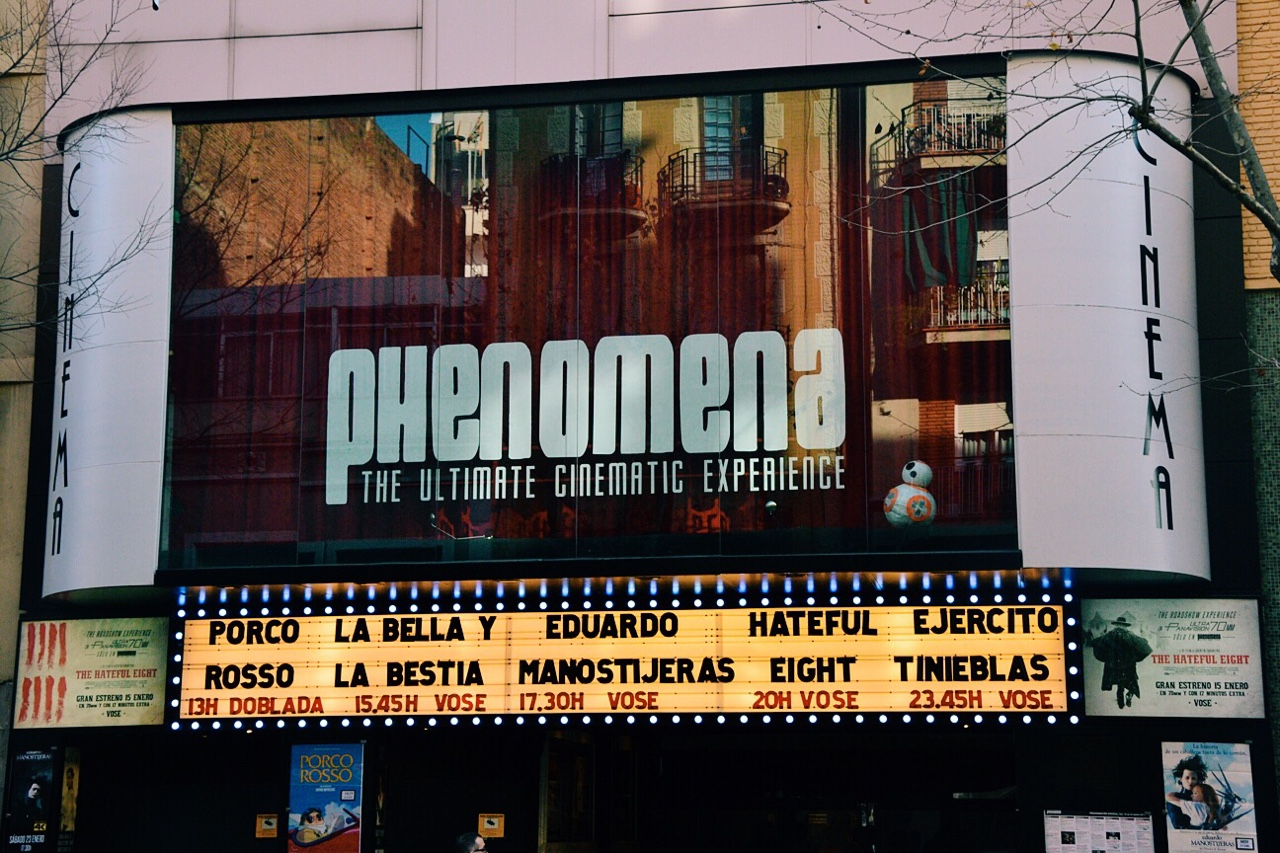
プレミア上映されたバルセロナの映画館「Phenomena Experience」

2015年7月にはエル・デセオがオンライン上で本作品のポスターを公開し、2016年1月に予告編と新たなポスターを公開した。2月には国際版の予告編と公式ポスターがオンライン上で公開された。2016年4月4日にはバルセロナの映画館「Phenomena Experience」でプレミア上映され、4月6日にはマドリードの映画館「Yelmo Cines Ideal」で上映される予定だった。「Yelmo Cines Ideal」でアルモドバル監督のインタビューと写真撮影が予定されていたが、4月3日に暴露されたパナマ文書にアルモドバルの名前が掲載されていたことをめぐる論争から、アルモドバルはマドリードでの上映会を中止し、4月8日の一般公開までこの作品に関するあらゆるメディア出演を中止した。4月8日にはスペインで一般公開され、アルモドバルの故郷カルサーダ・デ・カラトラーバでは20本目の長編作品の公開を祝う特別上映会が開催された。アルモドバル自身は列席しなかったものの、観衆に向けて上映されたビデオメッセージに登場した。

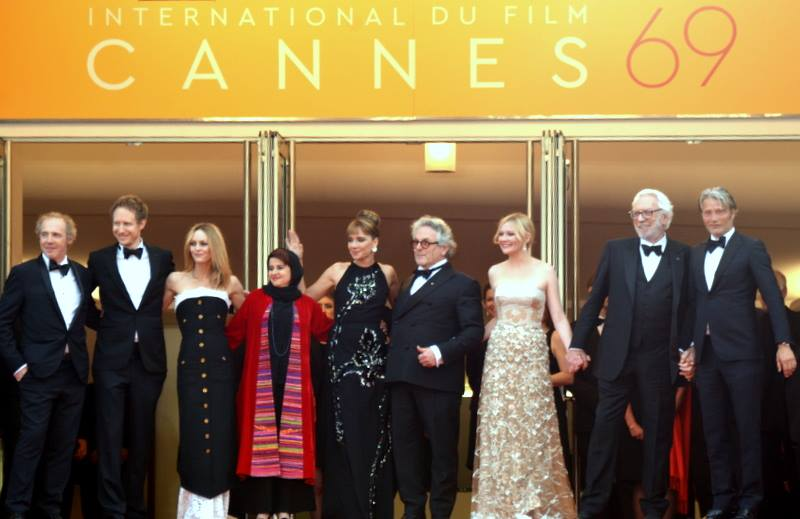
第69回カンヌ国際映画祭の審査員

多くの憶測がなされたが、2016年5月に開催された第69回カンヌ国際映画祭で国際舞台に登場し、コンペティション部門でパルム・ドールを争った。アルモドバルの作品としてはカンヌのコンペティション部門で上映された5本目の作品である。フランスでは5月18日に一般公開され、イタリアでは5月26日に一般公開され、ブラジルでは6月23日に一般公開された。
6月にはシドニー映画祭の非コンペティション部門で上映され、7月にはイェルサレム映画祭（オープニング作品）やクイーンズランド映画祭で上映された。8月にはメキシコで一般公開された。8月10日にはロンドンのサマセット・ハウスで、アルモドバル列席のもと上映され、イギリスでは8月26日に一般公開された。アメリカでは12月21日に一般公開されるのに先駆けて、10月にニューヨーク映画祭で公開された。2016年9月にはカナダのトロント国際映画祭で上映された。

## 反応

### 批評家の反応

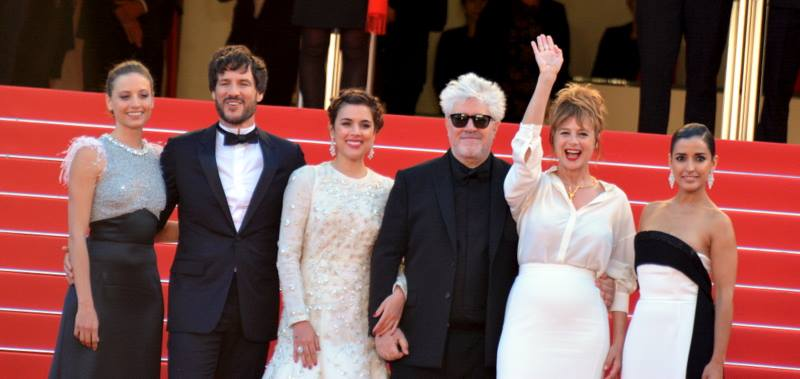
第69回カンヌ国際映画祭におけるアルモドバル監督とキャスト

本作の評価は概して好意的であり、アルモドバルの前作『アイム・ソー・エキサイテッド!』（2013年）と比べて酷評ははるかに少なかった。Rotten Tomatoesは84の批評に基づいて新鮮度を77%とした。Metacriticは14の批評に基づいて64/100点とし、総評として「概して好意的」とした。
スペインの批評家からは称賛を集め、『ラ・バングアルディア』紙は本作をジョージ・キューカー監督や溝口健二監督の女性映画と比較し、アルモドバルの脚本におけるアルフレッド・ヒッチコックの暗示に言及した。『シネヨーロッパ』誌のアルフォンソ・リベラは、アルモドバルの表現手法にイングマール・ベルイマン、クシシュトフ・キェシロフスキ、ダグラス・サークの影響も指摘した。『エル・パイス』紙のビセンテ・モリーナ・フォックスは、アルモドバルがそのキャリアで最高の脚本を生み出したとした。『エル・ムンド』紙のルイス・マルティネスは物語の問題点を指摘しながらも、本作がアルモドバルの「もっとも困難でもっとも純粋な映画」とした。『ヴァニティ・フェア』スペイン語版は「アルモドバルによるもっともアルモドバルらしい映画」であるとした。
『エル・ペリオディコ・デ・カタルーニャ』紙のキム・カサスはアルモドバルがメロドラマを再発明したとし、「ドラマチックな調子で並外れている。本作はとてもアルモドバルらしい作品だが、同時に彼の他の作品とは異なっている」とした。『ABC』紙は本作に賛否入り混じった評価を与えた。主役のエマ・スアレスを称賛したが、物語の選択を批判した。アルモドバルの「天敵」評論家であるカルロス・ボジェーロは、『エル・パイス』紙に極めて否定的な批評を書き、この作品の手法や撮影方法が原因で登場人物を識別できないとした。ボジェーロは「感情的にも芸術的にも、この作品は私に何も伝えていない」と述べている。『エル・コンフィデンシアル』紙は否定的な反応を見せ、「実を結ばないドラマ」「機微が欠乏」「やりたい放題」だとした。
第69回カンヌ国際映画祭では熱烈な反応を受け、フランスの批評家からも極めて肯定的な批評がなされた。『ル・モンド』紙は「とても純粋な悲しみを持つ美しい映画」とした。『ラ・クロワ』紙は罪悪感という主題を歓迎し、本作を「美しく、強烈な映画」とした。『L'Express』はアルモドバルが本作とともに彼の仕事の頂点に戻ったとし、「この作品は常に瀬戸際にあり、決して自己の感情に圧倒されず、意図的な冷たさを持ち、禁欲的ですらある」とした。『リベラシオン』紙は肯定的な評価を与えたが、この作品が「滑らかすぎ」て物語のドラマ性が「感情的な魅力のすべての力を真に表現する」のを妨げているとした。一方で、『リュマニテ』紙は強く否定的であり、「この作品は物語的すぎ、とても息が詰まる」とした。

### 興行成績
スペインでは203館で公開され、公開された週末には79,523人の観客が鑑賞して585,989ユーロの興行収入を稼いだが、過去20年間のアルモドバルの作品の中ではスペインでの興行収入のワースト記録であると報じられた。後にプロデューサーのアグスティン・アルモドバルは、この作品がドラマでありコメディではないことが観客に受けにくかったとし、本作品の準備中に起きたパナマ文書スキャンダルと合わせた2つが残念な興行成績の要因であるとした。
スペインでの公開第1週には5位となる1,180,017ユーロを稼いだが、ディズニーのアニメ映画『ジャングル・ブック』やパコ・レオン監督のコメディ映画『KIKI ～愛のトライ&エラー～』などの作品の陰に隠れた。公開第2週にも5位を維持したが、興行収入は第1週の43%である348,515ユーロに落ち込んだ。公開第3週には220,000ユーロ、公開第4週には119,131ユーロと興行成績は落ち続け、公開第5週にはトップ10から転落して17位となった。スペインでは計230万ドルの興行収入を得た。
フランスでの公開週には2位の興行成績を記録し、フランスでは計510万ドルの興行収入を得た。イタリアでは公開週に4位となり、計230万ドルの興行収入を得た。イギリスでは公開第3週までに110万ポンド（150万ドル）を稼ぎ、ボリウッド映画以外の外国語映画としては2012年のフランス映画『最強のふたり』を超える興行収入記録となった。全世界では1,450万ドルの興行収入を記録した。

## 評価
プレミア上映よりも前の2016年3月、『ロサンゼルス・タイムズ』紙はこの作品がアカデミー外国語映画賞の候補になりうると予想した。2016年9月、スペイン映画芸術科学アカデミー (AACCE) はこの作品を第89回アカデミー賞外国語映画賞のスペイン代表作品に選んだ。
| 年   | 映画賞                 | 部門             | 対象者                                | 結果       | 出典   |
| ---- | ---------------------- | ---------------- | ------------------------------------- | ---------- | ------ |
| 2016 | カンヌ国際映画祭       | 作品賞           | ペドロ・アルモドバル                  | ノミネート | [ 46 ] |
| 2016 | サンディエゴ国際映画祭 | 国際作品賞       |                                       | 受賞       | [ 94 ] |
| 2016 | ヨーロッパ映画賞       | ヨーロッパ作品賞 |                                       | ノミネート | [ 95 ] |
| 2016 | ヨーロッパ映画賞       | ヨーロッパ監督賞 | ペドロ・アルモドバル                  | ノミネート | [ 95 ] |
| 2016 | ヨーロッパ映画賞       | ヨーロッパ女優賞 | エマ・スアレス アドリアーナ・ウガルテ | ノミネート | [ 95 ] |
| 2017 | 英国アカデミー賞       | 非英語作品賞     |                                       | 未決定     | [ 96 ] |

## キャスト
- 現在のジュリエッタ：エマ・スアレス
- 過去のジュリエッタ：アドリアーナ・ウガルテ
- ショアン（ジュリエッタの夫）：ダニエル・グラオ（スペイン語版）
- アバ（彫刻家）：インマ・クエスタ
- 現在のベアトリス：ミチェレ・ジェネール（英語版）
- ロレンソ（現在のジュリエッタの交際相手）：ダリオ・グランディネッティ
- マリアン（過去のジュリエッタの家政婦）：ロッシ・デ・パルマ
- サラ（ジュリエッタの母親）：スシ・サンチェス
- クラウディア（ベアトリスの母親）：ピラール・カストロ（英語版）
- サムエル（ジュリエッタの父親）：ホアキン・ノタリオ
- フアナ : ナタリエ・ポサ
- サナア（ジュリエッタの両親の家政婦）：マリアム・バチール
- 18歳のアンティア：ブランカ・パレス
- 過去のアンティア：プリシージャ・デルガド
- 過去のベアトリス：サラ・ヒメネス